# H.R. Pufnstuf
H.R. Pufnstuf (Brasil: A Flauta Mágica ) é uma série de televisão infantil norte-americana produzida por Sid e Marty Krofft. Foi o segundo live-action com bonecos produzido pelos irmãos Krofft. No Brasil foi exibido na Rede Tupi no início da década de 70. Os dezessete episódios foram originalmente transmitidos de 6 de setembro de 1969 a 27 de dezembro de 1969. As transmissões foram bem sucedidas o suficiente para que a NBC reprisasse o seriado no horário das manhãs de sábado até agosto de 1972. A série também foi reprisada pela ABC de 16 de setembro de 1972 até 1 de setembro de 1974.
Em 2004 e 2007, a série ficou em 22º e 27º lugar no ranking Top Cult Shows Ever da TV Guide.

## Origens
O personagem H.R. Pufnstuf foi originalmente criado para a feira mundial HemisFair'68, realizada em 1968, onde os irmãos Krofft produziram um show chamado Caleidoscópio para o pavilhão da Coca-Cola. O nome do personagem era Luther, e ele se tornou um mascote da feira.

## Sinopse
H.R. Pufnstuf apresenta o cenário de enredo mais usado pelos irmãos Krofft. A série conta a história de um garoto chamado Jimmy (interpretado pelo ator adolescente Jack Wild). Ele tem 11 anos quando chega à ilha e faz 12 anos no episódio chamado "The Birthday Party". Jimmy e seu amigo, uma flauta falante chamada Freddy, pegam uma carona em um misterioso barco, que prometia aventuras através do mar para a maluca Ilha Viva, lar de árvores falantes e sapos cantantes.
O barco era possuído e controlado por uma bruxa malvada chamada Wilhelmina W. Witchiepoo (interpretada por Billie Hayes) que andava em um veículo parecido com uma vassoura chamado Vroom Broom. Ela usou o barco para atrair Jimmy e Freddy para seu castelo na Ilha Viva, onde ela iria levar Jimmy como prisioneiro e roubar Freddy para seus próprios propósitos.
O prefeito de Living Island era um simpático e prestativo dragão antropomórfico chamado H.R. Pufnstuf (voz feita pelo roteirista do programa Lennie Weinrib, que também dubla muitos dos outros personagens) que descobriu sobre sua trama ao testemunhar a ação e foi capaz de resgatar Jimmy, com a ajuda de Cling e Clang, quando ele saltou do barco encantado com Freddy e nadou até a praia. Jimmy foi levado por H. R. Pufnstuf, que foi capaz de protegê-lo de Witchiepoo, como a caverna onde ele vivia era o único lugar onde sua magia não teve efeito.
Com exceção de Jimmy e Witchiepoo, todos os personagens da Ilha Viva eram interpretados por meio de fantasias pesadas ou fantoches de animais ou objetos antropomórficos. Como tudo na Ilha Viva tem vida (casas, castelos, barcos, relógios, velas, livros, árvores, cogumelos, etc.), praticamente qualquer parte dos cenários da Ilha Viva poderia se tornar um personagem, geralmente dublado em uma paródia de um famoso estrela de cinema, como Mae West, Edward G. Robinson ou mais notavelmente John Wayne como "The West Wind".

## Filme
A popularidade do show nos anos 1960 e 1970 levou à estréia de um filme baseado no programa, chamado Pufnstuf, em 1970. O filme contou com participações especiais de Mama Cass Elliot e Martha Raye. O programa e o filme foram marcados por cores brilhantes, montagens rápidas, segmentos de execução rápida, musicais e piadas em torno da cultura pop, que atraíram jovens adultos quase tanto quanto crianças.